# Plaça de la Pau (Lleida)
La plaça de la Pau és una plaça de la ciutat de Lleida. Està situada al barri de Rambla de Ferran - Estació, entre l'avinguda de Francesc Macià i l'avinguda del Segre, i s'hi troba l'edifici del Govern Civil.
Aquesta plaça modernista té una superfície de 2.100 m² (1370 m² de paviment i 730 m² de zones verdes) i és obra de l'arquitecte Lluís Domènech i Torres.

## Història
La plaça va ser remodelada després de la riuada de 1982. El 26 de febrer de 2010 se'n van inaugurar les reformes consistents en la reurbanització del paviment, a més de la millora de les zones verdes i l'enllumenat públic, bo i mantenint l'arquitectura inicial de la plaça.
Així, doncs, el paviment de formigó de tres colors que reproduïa diverses formes estelades, es va substituir per un de pedra calcària de tres colors que reprodueix les mateixes formes del paviment original. Per a millorar l'enllumenat es van col·locar 20 lluminàries i 4 columnes. En aquest sentit, també es van restaurar les dues lluminàries que presideixen la plaça de la Pau, que daten del 1982, i que s'ubiquen una a cada costat de la subdelegació del govern espanyol. A més, es van tornar a col·locar els 18 bancs existents i es van posar 7 papereres noves. Cal destacar que, amb aquesta actuació es van recuperar les tres fonts que hi havia a la plaça: la Font del Nen i la Tortuga, la Font Gran i la Font Petita.